# Acta Senatus
Les Acta Senatus, ou Commentarii Senatus, sont les minutes des discussions et décisions du Sénat romain.
Avant le premier consulat de Jules César en 59 av. J.-C., les minutes des procédures du Sénat sont écrites et occasionnellement publiées, mais non officiellement.
César, désirant déchirer le voile de mystère qui donne une fausse importance aux délibérations du Sénat, ordonne qu'elles soient notées et obligatoirement inscrites dans l’Acta Diurna.
La tenue de ce registre est gardée par Auguste, mais sa publication est interdite. Un jeune sénateur (ab actis senatus) est choisi pour établir ce registre, qui est gardé dans les archives impériales et bibliothèques publiques. Une permission spéciale du préfet de la Ville est nécessaire pour l'examiner.

## Sources